# Famille von Bodman
La famille von Bodman est une famille de la noblesse souabe, appartenant à l'Uradel, et implantée en Allemagne, en Suisse et en France. Ses racines remontent à la seigneurie de Bodman et au château fort d'Alt-Bodman, situé à Bodman-Ludwigshafen, près du lac de Constance. Certains seigneurs de Bodman se mirent au service du Saint-Empire romain germanique. Les héritiers des comtes von und zu Bodman existent toujours aujourd'hui et gèrent une entreprise familiale.
La venue de Hermann von Bodman à Saumur, et son mariage en 1865 avec Jeanne Bernard de la Frégeolière, permet l'implantation d'une branche française de la famille, subsistante au XXIe siècle sous le nom de Bodman.

## Histoire

### Origine
L'origine du nom de Bodman est difficile à définir. Les chroniqueurs lui donnent diverses étymologies : selon les uns, il y eut un "castrum Botani", ou un "palatium Potamium" ou "Potamicurn", château impérial carolingien, qui aurait pu donner le nom de Bodman. Selon d'autres, il existait déjà, dès 299, un château de ce nom, situé à l'emplacement du château de Frauenberg où l'on montre encore une fosse qui aurait servi de cachot à saint Othmar. D'autres encore voient l'étymologie du nom dans l'allemand "Bod", "messager".
La première mention dans les documents est faite en 1152, à propos d'un Eberhardus de Bodemen.
En 1155, Arnold de Brescia écrit à l'empereur Barberousse, Frédéric de Hohenstaufen, de lui envoyer des hommes d'une intelligence supérieure pour soutenir le droit impérial contre la papauté, et celui-ci désigne tout particulièrement Eberhard de Bodemen. Une autre chronique rapporte qu'une Rosine de Bodman fut l'amie dévouée de l'impératrice Hildegarde, épouse de Charlemagne.

### Entreprises Bodman
L'actuel dirigeant de la Maison Bodman est le comte Wilderich von Bodman, petit-fils du comte Othmar. L'entreprise familiale gère notamment des sociétés agricoles et forestières, s'occupe des activités touristiques sur le lac de Constance et produit du vin au château Bodman.

## Armes

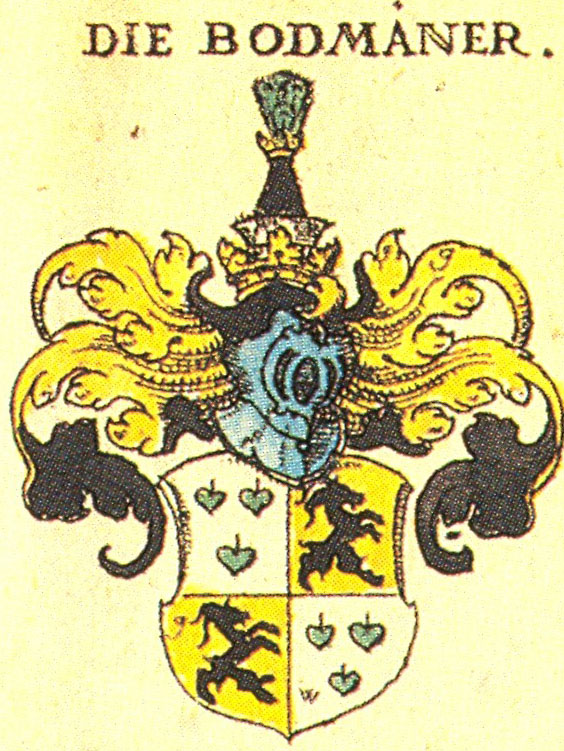
Armoiries des Bodman

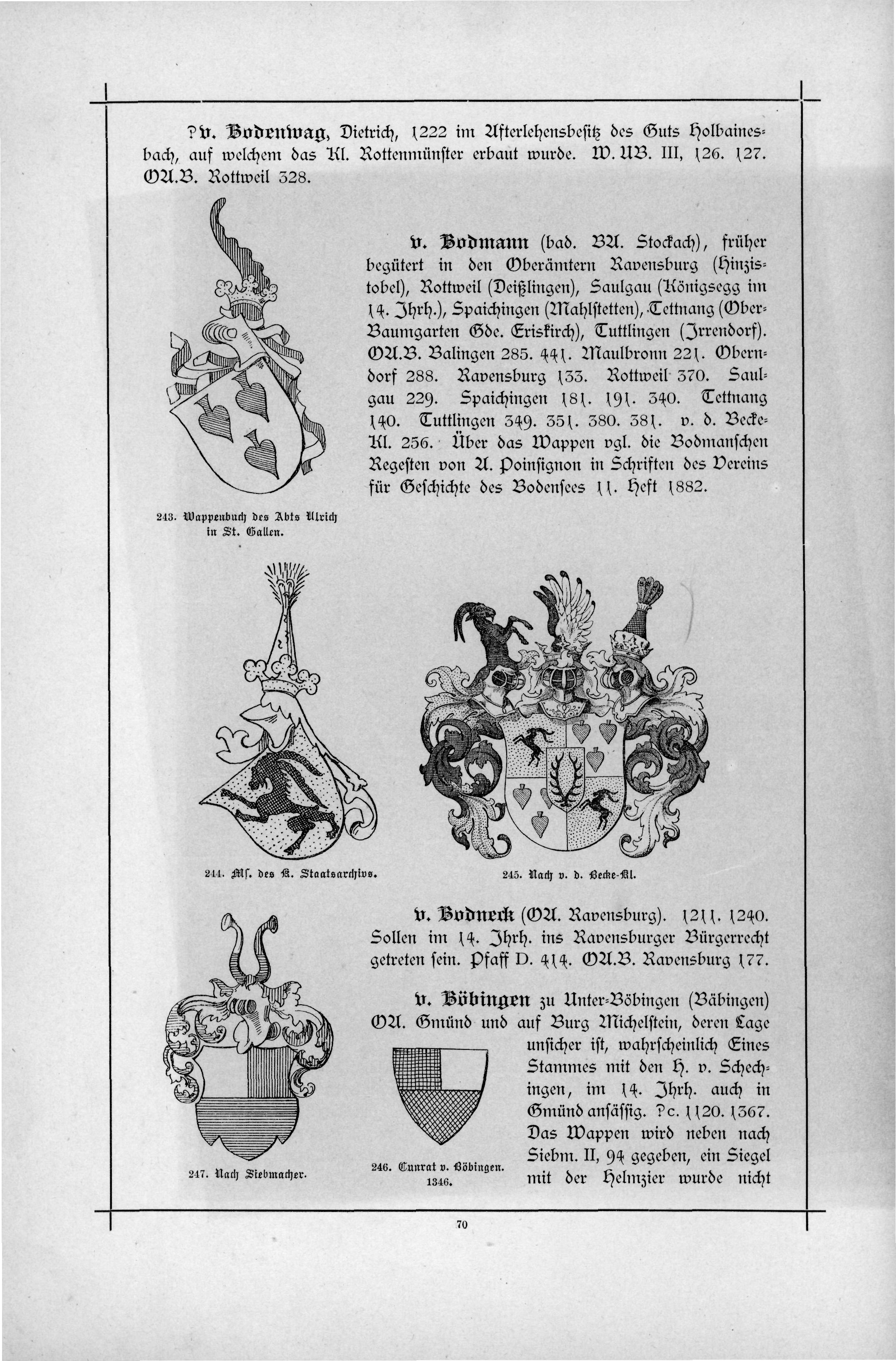
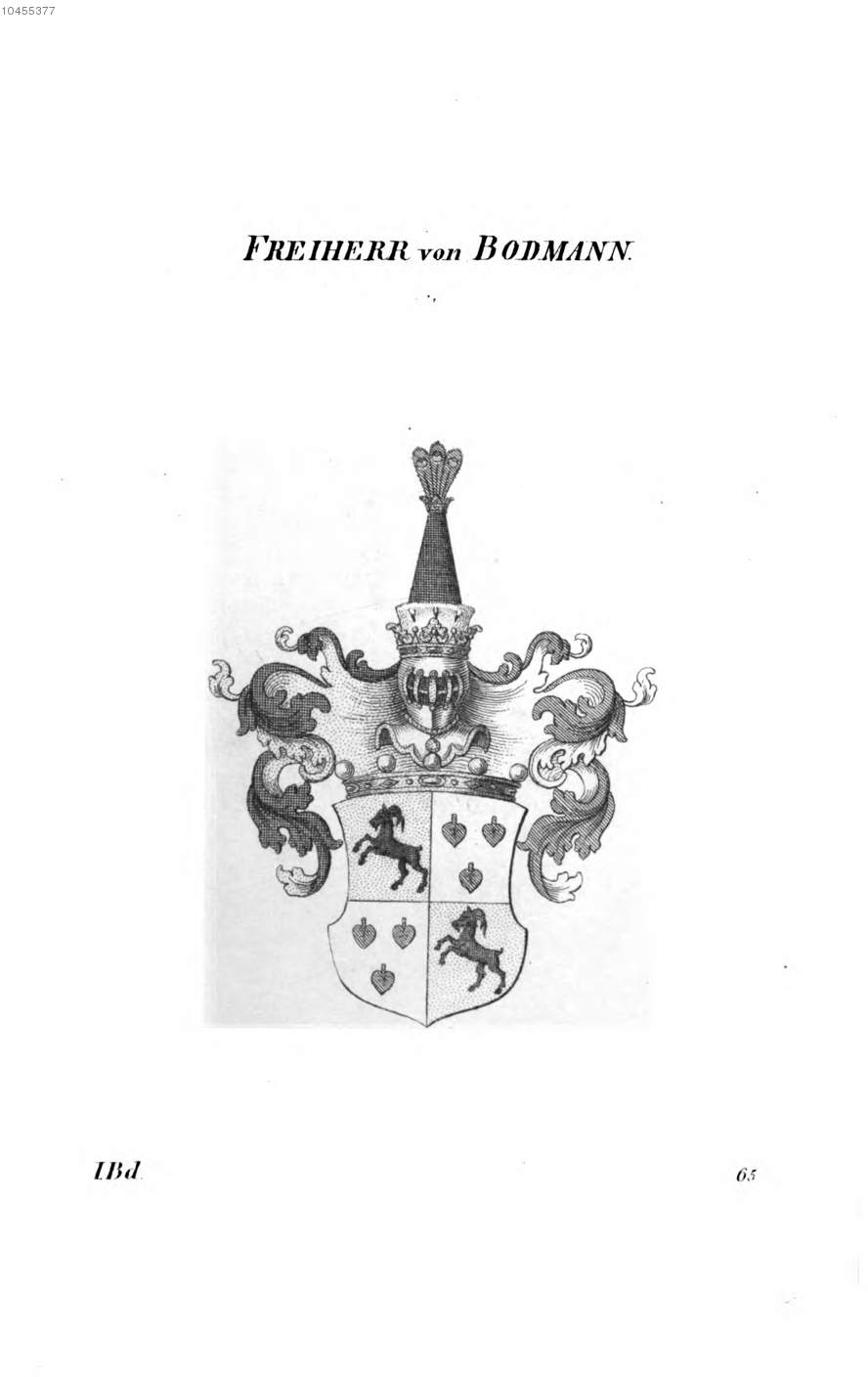
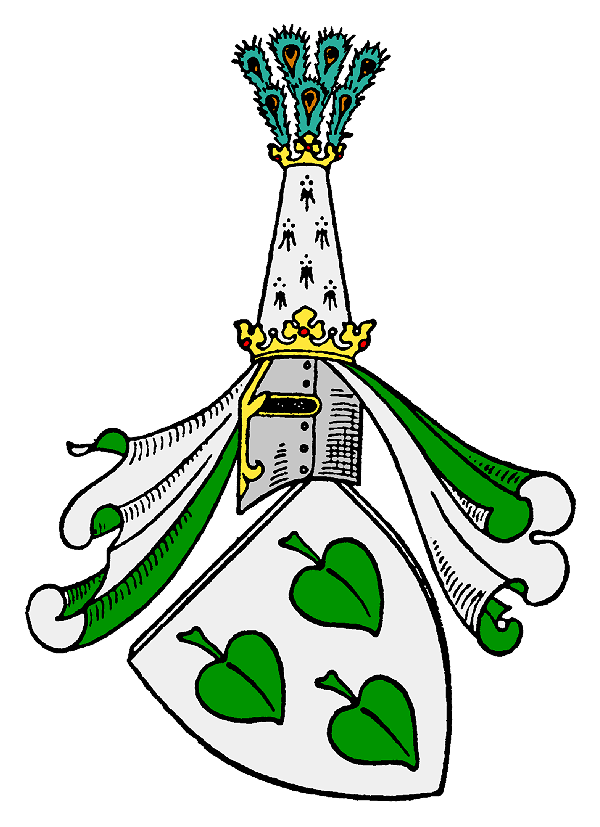
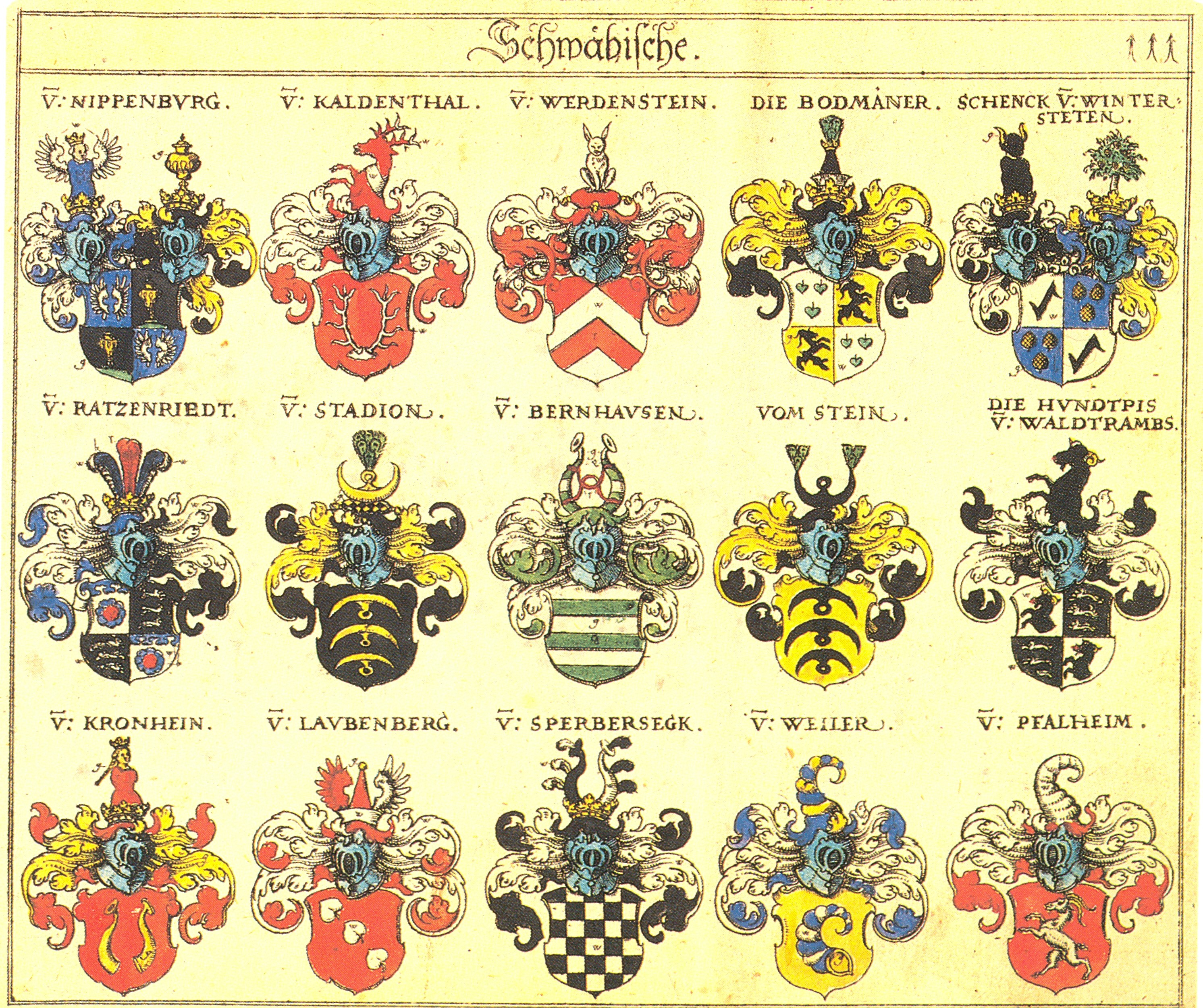

## Domaines et possessions

### Ruines du "vieux château Bodman" (Altbodman)

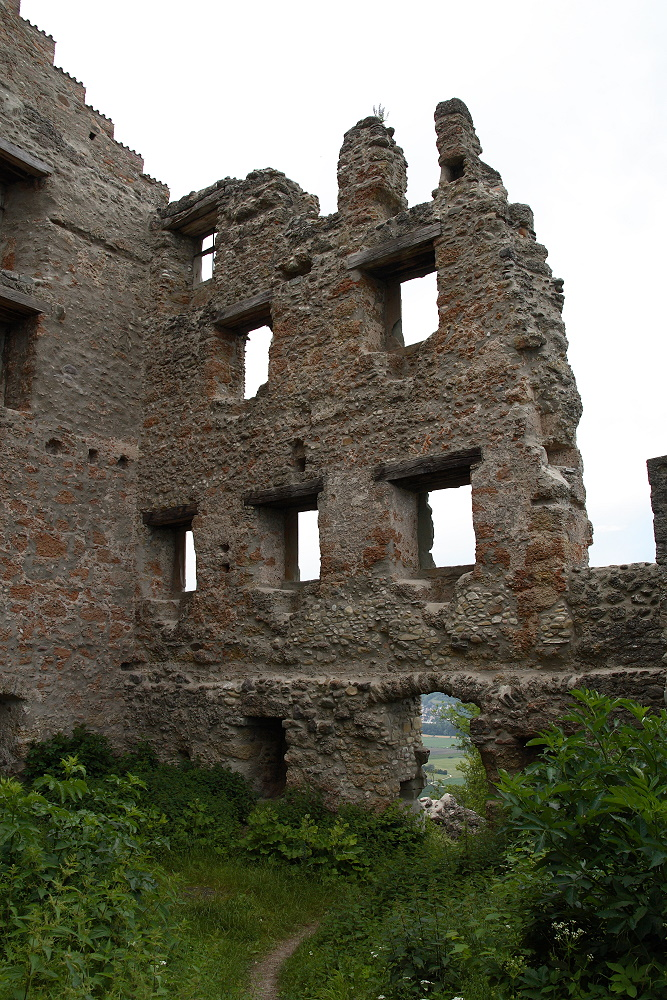

Ancien château fort situé aux abords de la ville de Bodman-Ludwigshafen dans le district de Constance (Bade-Wurtemberg), son origine remonterait au XIIIe siècle. Sa position élevée (627 m d'altitude) permettait à la famille, qui en fait son siège principal, de dominer toute la région.
Le 17 octobre 1307, lors d'une fête de famille, un coup de foudre frappe le château provoque un grave incendie : le château est entièrement détruit et tous les Bodman, leurs serviteurs et quelques invités d'autres familles présentes périssent. Parmi eux : Conrad, Hans, Catharina, Adelheid et Anna von Bodman, Gottfried von Kreyen, Heinrich von Blumegg et Hans von Schellenberg. Seul le plus jeune membre masculin, Johannes Bodman, survit grâce à sa nourrice qui le recouvre d'un chaudron et le fait rouler du haut de la montagne. Johannes Bodman fait construire un autre château sur le mont opposé, achevé en 1332. Il sera le fondateur d'une nouvelle lignée dont de nombreux descendants prendront le nom de Johannes (Jean) en souvenir de leur aïeul.

### Château d'Espasingen
Construit par les seigneurs de Bodman, son origine remonte au XVIe siècle. Il est situé dans un quartier de Stockach, dans le district de Constance (Bade-Wurtemberg).
Les Bodman s'y installent tout particulièrement après la destruction du château d'Altbodman le 15 août 1643 durant la guerre de Trente Ans par les troupes françaises. Le château d'Espasingen sera également détruit durant la guerre de Trente ans, puis reconstruit en 1682-1685 par Hans von Bodman et son épouse Maria-Salomé Schindelin von Unterraitenau. Après cette période, beaucoup de Bodman y résident ; le dernier fut le baron Johann von Bodman, mort en 1816. Le château subit un incendie dévastateur le 28 mars 1892, qui détruit les principaux bâtiments historiques.

### Château Bodman

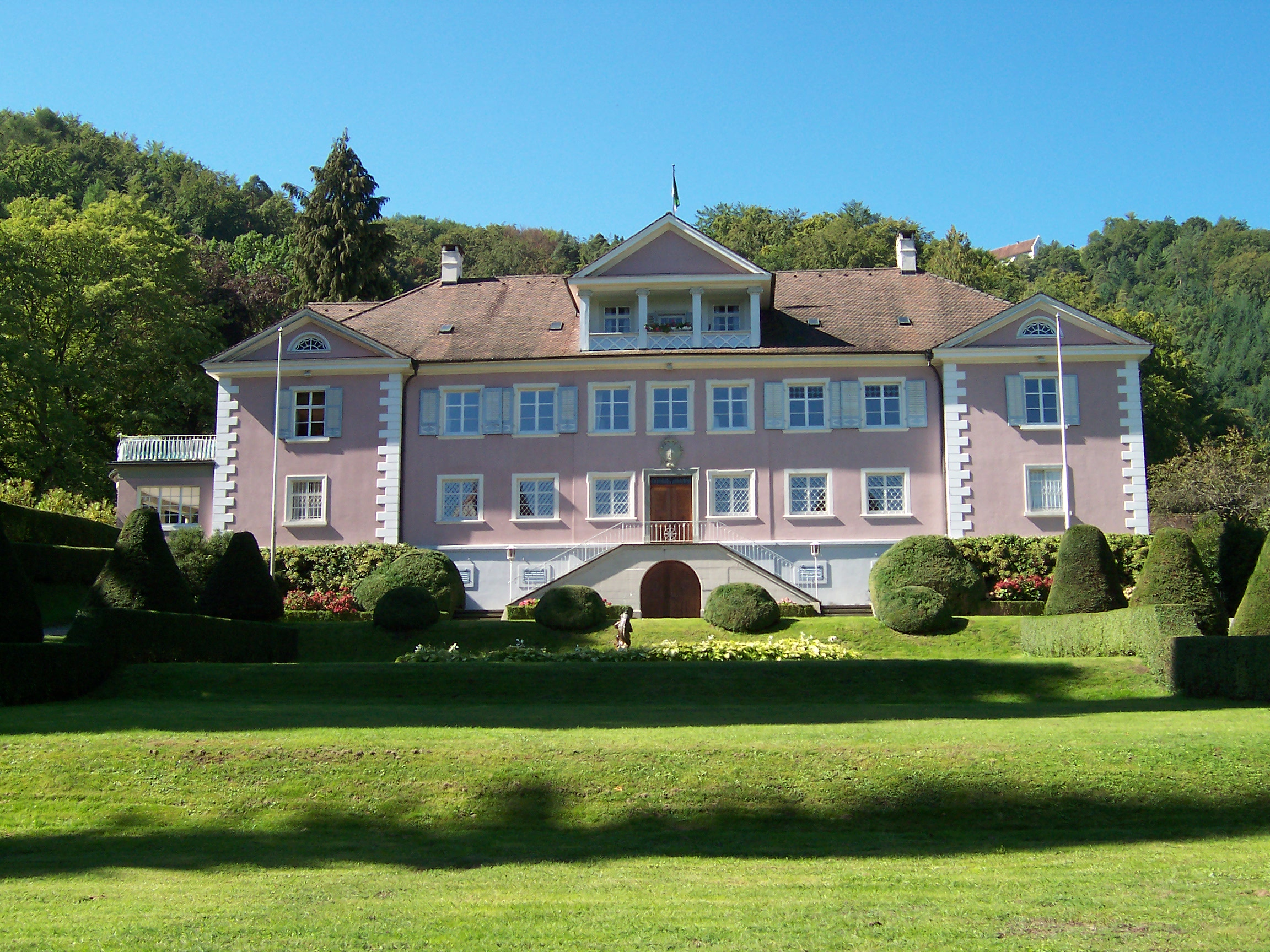
Château Bodman, siège actuel de la famille

Siège actuel de la famille, le château Bodman a été construit en 1757, puis en 1831/1832 par Johann Baptist Wehrle (1791–1857), et enfin étendu en 1907-1909. Il constitue un ensemble architectural relativement simple, dans le style Weinbrenner, agrémenté d'un vaste parc à l'anglaise. La famille Bodman l'habite toujours, et y gère son domaine. On remarquera au-dessus de la porte d'entrée le blason sculpté des comtes de Bodman. Le château est privé et ne peut être visité.

### Manoir Bodman de Möggingen
Autre possession de la famille, résidence secondaire toujours habitée par les descendants aujourd'hui.

## Personnalités
- Eberhardus de Bodemen
- Rosine de Bodman, confidente de l'Impératrice Hildegarde
- Johannes Bodman, fondateur de la lignée subsistante
- Jean de Bodman, surnommé le "landsturzer", chevalier errant et grand voyageur
- Jean Simon de Bodman, Baron, novice au couvent de Weingarten
- Ulrich von Bodman, Baron
- Rupert von Bodman (1646, † 1728), Abbé du monastère de Kempten (1678-1728)
- Johannes Wolfgang von Bodman (1651; † 1691), évêque de Constance (1686-1691)
- Franz von und zu Bodman (de) (1835, † 1906), propriétaire et membre du Reichstag allemand
- Heinrich von und zu Bodman (de) (1851, † 1929), avocat et homme politique
- Emanuel von Bodman (1874, † 1946), écrivain allemand
- Johann Leopold, Baron von und zu Bodman
- Adélaïde von Bodman, baronne, épouse de Louis Albert de Wurtemberg
- Guy de Bodman (1921-2017), maire d'Yvoy le Marron de 1983 à 2001, chevalier (1982), puis officier (1997) de la Légion d'honneur ;
- Alain de Bodman (1923-2009), maire de Villorceau de 1989 à 1995.